# Agadir (fortificació)
Un agadir és un recinte fortificat amazic, a l'interior del qual hi ha habitacions per servir de graners a diverses famílies d'una mateixa tribu, i on els membres de la tribu es refugiaven antigament si eren objecte d'atac.
Aquesta construcció es troba principalment al Djebel Nafusa amb el nom de gasr (kasr) o temidet; al sud de Tunísia amb el nom de ghurja; a l'Aures (Awres) amb el nom de gel'a o kal'a, i al Marroc, sobretot al Rif, a l'Atles (on pren el nom de gherm) i a la regió de Sirwa.
L'origen de la paraula seria probablement fenici, derivat de gadir = mur (hebreu gader = mur). Al Sus (Marroc) la paraula agadir es tradueix per "mur sòlid".